# NGC 5651
NGC 5651 је појединачна звезда у сазвежђу Девица која се налази на NGC листи објеката дубоког неба.
Деклинација објекта је - 0° 19' 18" а ректасцензија 14h 31m 12,7s. Привидна величина (магнитуда) објекта NGC 5651 износи 12,8.